# Rotationskurve
Die Rotationskurve {\displaystyle v(r)} einer Galaxie beschreibt den Zusammenhang zwischen der Bahngeschwindigkeit ihrer Sterne und deren Abstand vom Galaxiezentrum.

## Beobachtungen

Tatsächliche Rotationskurve der Spiralgalaxie Messier 33 (gelbe und blaue Punkte mit Fehlerbalken) und eine aufgrund der Verteilung sichtbarer Materie vorhergesagte (gestrichelte, graue Linie). Die Abweichung zwischen den zwei Kurven kann mit einem, die Galaxie umgebenden, Halo aus dunkler Materie erklärt werden.

| Eine simulierte Galaxie mit einer Rotationskurve, wie sie ohne dunkle Materie zu erwarten wäre. | Galaxie mit einer flachen Rotationskurve ähnlich der Rotationskurve real beobachteter Galaxien. |

Durch Beobachtungen der Doppler-Verschiebung von Spektrallinien in den Sternspektren wurde festgestellt, dass Galaxien weder wie ein starrer Körper (Ursprungsgerade als Rotationskurve) noch wie ein Kepler-System (schneller Abfall der Rotationskurve nach außen hin) rotieren, wie es von einem gravitativ gebundenen System zu erwarten wäre. Erste Untersuchungen machte die US-amerikanische Wissenschaftlerin Vera Rubin in den 1970er Jahren.
In Wirklichkeit weisen die Rotationskurven vieler Galaxien, auch die der Milchstraße, folgenden Verlauf auf: nach einem starken Anstieg in den inneren Bereichen, der der Rotation eines starren Körpers entspricht, sind sie in den mittleren und äußeren Bereichen der Galaxie ungefähr konstant (flache Rotationskurve) bzw. steigen leicht an.
Die differentielle Rotation der Milchstraße wird durch die Oortschen Rotationsformeln beschrieben.

## Erklärungshypothesen
Die Rotationskurve, die die Abhängigkeit der Rotationsgeschwindigkeit vom Abstand des galaktischen Zentrums beschreibt, steht im Widerspruch zu den Ergebnissen, die mit dem Standardmodell der Kosmologie erhalten werden.
Als Erklärung kann angenommen werden, dass in Galaxien weit mehr Materie vorhanden ist, als man sehen kann. Dies führte zur Hypothese der dunklen Materie.
Eine andere Erklärungshypothese ist, die newtonschen Gesetze abzuändern, wie es in der modifizierten Newtonschen Dynamik angenommen wird.
Ferner gibt es auch Versuche das Verhalten der Rotationskurven mit Gravitomagnetismus, basierend auf der Allgemeinen Relativitätstheorie zu erklären.
Diese Versuche beruhen jedoch vorwiegend auf unzutreffenden Annahmen und können damit aktuell nur einen sehr kleinen Anteil des beobachteten Effektes erklären.
Eine weitere Hypothese bezieht die Wirkung relativistischer Effekte ein und kommt ohne die Annahme von dunkler Materie aus. Am äußeren Rand der Spiralgalaxien sollte laut Allgemeiner Relativitätstheorie die Zeit schneller vergehen und die vorhandene Masse schwerer sein. Das hätte zur Folge, dass die Geschwindigkeit der Sterne im Randbereich von außen betrachtet höher und mehr Masse vorhanden zu sein scheint. Möglicherweise handelt es sich bei der Abweichung zwischen der beobachteten und der berechneten Rotationskurven von Spiralgalaxien um ebendiese relativistischen Effekte.
Im Februar 2024 wurde eine Studie veröffentlicht, die die Anomalien im Rahmen der Messgenauigkeiten anhand der Berücksichtigung retardierter Gravitationspotentiale bei mehr als einhundert Spiralgalaxien verschiedener Typen erklären kann. Hierzu wurden die Daten der „SPARC (Spitzer Photometry and Accurate Rotation Curves) Galaxy collection“ verwendet, die mit dem Spitzer-Weltraumteleskop aufgenommen wurden. Für diese physikalische Erklärung ist weder die Annahme von dunkler Materie noch eine Modifikation der allgemeinen Relativitätstheorie erforderlich.

## Bahngeschwindigkeit

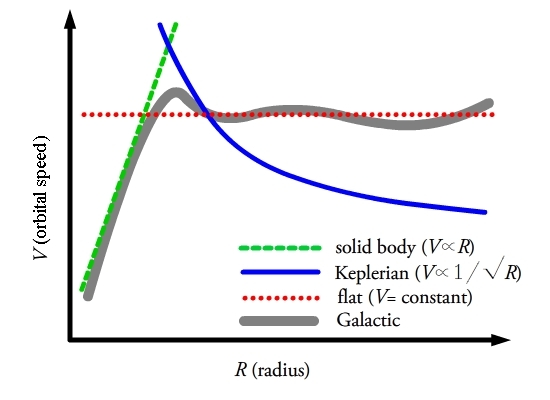
Rotationskurve einer Galaxie: die Überlagerung der gestrichelt grünen und blauen Kurve beschriebe den erwarteten Zusammenhang, die graue dagegen beschreibt den tatsächlich beobachteten.

Auf ein um das Zentrum einer Galaxie im Abstand {\displaystyle r} mit der Bahngeschwindigkeit {\displaystyle v(r)} umlaufendes Objekt der Masse {\displaystyle M} wirkt die Gravitationskraft
{\displaystyle F_{G}=G\cdot m(r)\cdot M\cdot {\frac {1}{r^{2}}}}
als Zentripetalkraft
{\displaystyle F_{Z}=M\cdot v^{2}(r)\cdot {\frac {1}{r}}} ,
wobei {\displaystyle m(r)} die in der Kugel mit Radius {\displaystyle r} um das Zentrum der Galaxie eingeschlossene Masse und {\displaystyle G} die Gravitationskonstante ist. Hieraus ergibt sich die Bahngeschwindigkeit allgemein zu
{\displaystyle v^{2}(r)=G\cdot m(r)\cdot {\frac {1}{r}}}.
Die sichtbare Materie der meisten Galaxien ist im Wesentlichen im Zentrum, bei Spiralgalaxien im sog. Bulge, konzentriert. Die in diesem Bereich (Radius {\displaystyle s}, konstante Dichte {\displaystyle \rho _{0}}) befindliche Materie (dazu gehören u. a. Sterne) umläuft das Zentrum dieser Galaxie auf Kreisbahnen. Für  {\displaystyle r<s} gilt folglich
{\displaystyle m(r)=\rho _{0}\cdot {\frac {4}{3}}\pi \ r^{3}}
und somit für die Bahngeschwindigkeit
{\displaystyle v(r)=r\cdot {\sqrt {G\cdot {\frac {4}{3}}\pi \rho _{0}}}}.
Die Bahngeschwindigkeit {\displaystyle v(r)} ist somit im Zentralbereich proportional zu {\displaystyle r}
{\displaystyle v(r)\sim r}.
Mit zunehmendem Abstand {\displaystyle r} vom Zentrum der Galaxie nimmt die Bahngeschwindigkeit der Materie zu, bis sie ein Maximum erreicht. Das Rotationsverhalten der Galaxie entspricht damit für {\displaystyle r<s} ungefähr dem eines starren Körpers.
Ist dagegen  {\displaystyle r>s}, müsste  {\displaystyle v(r)} wieder abnehmen, da die Dichte der sichtbaren Materie nach außen hin deutlich abnimmt und {\displaystyle m(r)} bei weitem nicht mehr linear mit {\displaystyle r} wächst. Die Bahngeschwindigkeit sollte von da an vielmehr proportional zum Kehrwert der Wurzel aus {\displaystyle r} sein, wie man es für ein (ideales) Kepler-System erwartet:
{\displaystyle v(r)\sim {\sqrt {\frac {1}{r}}}}
Die Beobachtungen zeigen jedoch ein ganz anderes Bild. Außerhalb des zentralen Bereiches, d. h. nach Erreichen des Maximums, bleibt die Bahngeschwindigkeit weiterhin annähernd konstant. Aus der obigen allgemeinen Gleichung für {\displaystyle v(r)} erhält man daher notwendig {\displaystyle m(r)\sim r}, d. h. ein weiteres bisher nicht beobachtetes Anwachsen der eingeschlossenen Galaxien-Masse mit {\displaystyle r}.
Die Gründe dafür sind bis heute nicht bekannt, es gibt verschiedene (spekulative) Erklärungsmodelle. Es könnte sich zum Beispiel um nicht sichtbare Dunkle Materie handeln, die den Abfall der Dichte der sichtbaren Materie außerhalb des Zentralbereiches kompensiert, oder um eine Modifizierte Newtonsche Dynamik. Auch die Auswirkung relativistischer Effekte wäre möglich.